# Aloe gerstneri
Aloe gerstneri ist eine Pflanzenart der Gattung der Aloen in der Unterfamilie der Affodillgewächse (Asphodeloideae). Das Artepitheton gerstneri ehrt den katholischen Missionar Jacob Gerstner (1888–1948), der die Art als Erster sammelte.

## Beschreibung

### Vegetative Merkmale
Aloe gerstneri wächst stammlos oder kurz stammbildend und ist in der Regel einfach. Die 20 bis 30 lanzettlich-schwertförmigen Laubblätter bilden dichte Rosetten. Die trüb graugrüne Blattspreite ist bis zu 60 Zentimeter lang und 9 Zentimeter breit. Die Blattoberfläche ist glatt. Auf der Blattunterseite befinden sind gelegentlich in der Nähe der Spitze entlang der Mittellinie einige Stachelchen. Die stechenden, hellbraunen Zähne am Blattrand haben eine weiße Basis, sind 1 bis 2 Millimeter lang und stehen 10 bis 15 Millimeter voneinander entfernt.

### Blütenstände und Blüten
Der Blütenstand besteht aus ein bis zwei Zweigen und erreicht eine Länge von bis zu 130 Zentimeter. Bei Jungpflanzen ist er einfach. Die zylindrischen, leicht spitz zulaufenden Trauben sind bis zu 36 Zentimeter lang und 6 bis 7 Zentimeter breit. Die lanzettlichen Brakteen weisen eine Länge von 18 Millimeter auf und sind 5 Millimeter breit. Die leicht bauchigen, rötlich orangefarbenen Blüten stehen an 5 Millimeter langen Blütenstielen. Die Blüten sind 24 bis 30 Millimeter lang und an ihrer Basis sehr kurz verschmälert. An ihrer Mitte weisen die Blüten einen Durchmesser von etwa 7 Millimeter auf. Darüber sind sie zur Mündung verengt. Ihre äußeren Perigonblätter sind auf einer Länge von 15 bis 17 Millimetern nicht miteinander verwachsen. Die Staubblätter und der Griffel ragen 13 bis 14 Millimeter aus der Blüte heraus.

### Genetik
Die Chromosomenzahl beträgt {\displaystyle 2n=14}.

## Systematik und Verbreitung
Aloe gerstneri ist in der südafrikanischen Provinz KwaZulu-Natal auf Grasland auf felsigen Hängen in Höhen von 500 bis 900 Metern verbreitet.
Die Erstbeschreibung durch Gilbert Westacott Reynolds wurde 1937 veröffentlicht.

## Nachweise